# Atemptat de Crocus City Hall
L’atemptat de Crocus City Hall fou un atac produït el divendres 22 de març de 2024 a la sala de concerts Crocus City Hall, a Krasnogorsk, Rússia, a l'extrem occidental de Moscou, que va deixar més de 140 morts i més de 140 ferits, majoritàriament en estat moderat.
A les vuit del vespre, cinc persones vestides de camuflatge van entrar a la sala de concerts i van obrir foc amb armes automàtiques i van llançar una bomba incendiària. L'atemptat va provocar l'incendi d'un terç del Crocus City Hall, on unes 200 persones havien quedat atrapades inicialment i van ser evacuades pels agents de la Guàrdia Nacional i amb l'ajuda dels Bombers.
L'assalt va ser reivindicat per Estat Islàmic.